# Pamela Brull
Pamela Brull est une actrice américaine, née le 25 août 1953 à Monterey Park.

## Filmographie
- 1979 : The Secret Empire (en) (série TV) : Maya (1979)
- 1983 : Good-bye Cruel World : Alice
- 1984 : Philadelphia Experiment (The Philadelphia Experiment) : Doris
- 1984 : Off the Rack (série TV) : Brenda Patagorski
- 1965 : Des jours et des vies ("Days of Our Lives") (série TV) : Ellen Hawk (1988)
- 1989 : Seinfeld (TV) : Laura
- 1990 : La Nurse (The Guardian) : Gail Krasno
- 1990 : Molloy (en) (série TV) : Lynn Martin (1990)
- 1993 : Silent Cries
- 1995 : Stuart sauve sa famille (Stuart Saves His Family) : Female diner
- 1996 : Le Père célibataire (The Bachelor's Baby) (TV)
- 1997 : Risques et périls (Living in Peril) : Det. Siccarelli